# Frank Braña
Frank Braña, właśc. Francisco Braña Pérez (ur. 24 lutego 1934 w Pola de Allande w Asturii, zm. 13 lutego 2012 w Madrycie) – hiszpański aktor filmowy, którego kariera opierała się głównie na włoskich i hiszpańskich filmach w gatunkach: spaghetti western i horror.

## Życiorys
Jako młody chłopak pomagał w kopalni, przez co nabawił się pylicy płuc. Nie został z tego powodu przyjęty do wojska i przed swoją karierą aktorską pracował przez jakiś czas jako kierowca. W filmach na początku występował jako kaskader, a potem dostawał większe role szczególnie w westernach. Na ekranie zginął ponad 160 razy. W swoim dorobku pracował przy ponad 200 produkcjach, zazwyczaj jako aktor drugoplanowy. Zmarł 13 lutego 2012 roku w Madrycie z powodu zatrzymania akcji serca, w wieku 77 lat.

## Nagrody
- Nagroda Uniwersytetu Nawarry dla najlepszego aktora w roku 2008 za film krótkometrażowy "El viejo y el mar" w reżyserii Enrique Rodrigueza[3]
- Pośmiertna nagroda honorowa na 8 Festiwalu Kina Asturii w roku 2013[4]

## Wybrana filmografia
- Za garść dolarów (1964)
- Za kilka dolarów więcej (1965)
- Dobry, zły i brzydki (1966)
- Colorado (1966)
- Pewnego razu na Dzikim Zachodzie (1968)
- Mania wielkości (1971)
- Siesta (1987)
- Szczelina (1990)